# Gran Premi de la muntanya al Giro d'Itàlia
El Gran Premi de la muntanya del Giro d'Itàlia és una classificació secundària del Giro d'Itàlia que recompensa el ciclista que obté més punts en passar pels cims dels diferents ports de muntanya de què consta la cursa. El ciclista és recompensat amb un mallot de color verd (Maglia verde) entre 1974 i 2011. Des del 2012 el mallot passa a ser de color blau (Maglia azzurra) per l'arribada d'un patrocinador.

## Història
La classificació va iniciar-se l'any 1933, però no serà fins al 1974 quan el líder de la classificació de la muntanya porti la maglia verda. Cada ascensió atribueix uns punts segons la dificultat del port. Des del 2012 el mallot distintiu passà a ser de color blau.
Es coneix com a Cima Coppi al punt més alt de tot el Giro, i va ser establerta l'any 1965 per honorar a l'Airone.
En la història del Giro, la combinació maglia rosa + maglia verda ha estat obtinguda per Alfredo Binda (1933), Gino Bartali (1936, 1937, 1946), Giovanni Valetti (1938), Fausto Coppi (1949), Hugo Koblet (1950), Charly Gaul (1956, 1959), Eddy Merckx (1968, també maglia ciclamino de la classificació per punts) Andrew Hampsten (1988), Marco Pantani (1998), Chris Froome (2018) i Tadej Pogačar (2024).

## Palmarès

### Palmarès per ciclista
| Any  | Ciclista                          | Equip                              | Punts | Altres mallots                                |
| ---- | --------------------------------- | ---------------------------------- | ----- | --------------------------------------------- |
| 1933 | Alfredo Binda                     | Legnano                            | ?     | Classificació general                         |
| 1934 | Remo Bertoni                      | Legnano                            | ?     | -                                             |
| 1935 | Gino Bartali                      | Frejus                             | ?     | -                                             |
| 1936 | Gino Bartali                      | Legnano                            | ?     | Classificació general                         |
| 1937 | Gino Bartali                      | Legnano                            | ?     | Classificació general                         |
| 1938 | Giovanni Valetti                  | Frejus                             | ?     | Classificació general                         |
| 1939 | Gino Bartali                      | Legnano                            | ?     | -                                             |
| 1940 | Gino Bartali                      | Legnano                            | ?     | -                                             |
| 1946 | Gino Bartali                      | Legnano                            | ?     | Classificació general                         |
| 1947 | Gino Bartali                      | Legnano                            | ?     | -                                             |
| 1948 | Fausto Coppi                      | Bianchi                            | ?     | -                                             |
| 1949 | Fausto Coppi                      | Bianchi                            | ?     | Classificació general                         |
| 1950 | Hugo Koblet                       | Guerra                             | ?     | Classificació general                         |
| 1951 | Louison Bobet                     | Bottecchia                         | ?     | -                                             |
| 1952 | Raphaël Géminiani                 | Bianchi-Pirelli                    | ?     | -                                             |
| 1953 | Pasquale Fornara                  | Bottecchia                         | ?     | -                                             |
| 1954 | Fausto Coppi                      | Bianchi                            | ?     | -                                             |
| 1955 | Gastone Nencini                   | Leo-Chlorodont                     | 7     | -                                             |
| 1956 | Federico Bahamontes · Charly Gaul | Girardengo-ICEP Faema-Guerra       | 30 20 | Classificació general                         |
| 1957 | Raphaël Géminiani                 | V.C. Bustese                       | 56    | -                                             |
| 1958 | Jean Brankart                     | Saint-Raphael-R.Geminiani          | 45    | -                                             |
| 1959 | Charly Gaul                       | Emi                                | 560   | Classificació general                         |
| 1960 | Rik Van Looy                      | Faema                              | 250   | -                                             |
| 1961 | Vito Taccone                      | Atala                              | 270   | -                                             |
| 1962 | Angelino Soler                    | Ghigi                              | 260   | -                                             |
| 1963 | Vito Taccone                      | Lygie                              | 520   | -                                             |
| 1964 | Franco Bitossi                    | Spring Oil                         | 200   | -                                             |
| 1965 | Franco Bitossi                    | Filotex                            | 250   | -                                             |
| 1966 | Franco Bitossi                    | Filotex                            | 490   | -                                             |
| 1967 | Aurelio González Puente           | KAS                                | 630   | -                                             |
| 1968 | Eddy Merckx                       | Faema                              | 340   | Classificació general Classificació per punts |
| 1969 | Claudio Michelotto                | Max Meyer                          | 330   | -                                             |
| 1970 | Martin Vandenbossche              | Molteni                            | 460   | -                                             |
| 1971 | José Manuel Fuente                | KAS                                |       | -                                             |
| 1972 | José Manuel Fuente                | KAS                                | 490   | -                                             |
| 1973 | José Manuel Fuente                | KAS                                | 550   | -                                             |
| 1974 | José Manuel Fuente                | KAS                                | 510   | -                                             |
| 1975 | Andres Oliva                      | KAS                                | 300   | -                                             |
| 1976 | Andrés Oliva                      | KAS                                | 535   | -                                             |
| 1977 | Faustino Fernández Ovies          | KAS-Campagnolo                     | 675   | -                                             |
| 1978 | Ueli Sutter                       | Zonca-Santini                      | 830   | -                                             |
| 1979 | Claudio Bortolotto                | Sanson                             | 495   | -                                             |
| 1980 | Claudio Bortolotto                | San Giacomo                        | 670   | -                                             |
| 1981 | Claudio Bortolotto                | Santini-Selle Italia               | 510   | -                                             |
| 1982 | Lucien Van Impe                   | Metauro Mobili-Pinarello           | 860   | -                                             |
| 1983 | Lucien Van Impe                   | Metauro Mobili-Pinarello           | 70    | -                                             |
| 1984 | Laurent Fignon                    | Renault-Elf                        | 53    | -                                             |
| 1985 | José Luis Navarro                 | Zor                                | 54    | -                                             |
| 1986 | Pedro Muñoz                       | Fagor                              | 54    | -                                             |
| 1987 | Robert Millar                     | Panasonic                          | 97    | -                                             |
| 1988 | Andrew Hampsten                   | 7-Eleven                           | 59    | Classificació general                         |
| 1989 | Luis Herrera                      | Café de Colombia                   | 70    | -                                             |
| 1990 | Claudio Chiappucci                | Carrera Jeans-Vagabond             | 74    | -                                             |
| 1991 | Iñaki Gastón                      | CLAS-Cajastur                      | 75    | -                                             |
| 1992 | Claudio Chiappucci                | Carrera Jeans-Tassoni              | 76    | -                                             |
| 1993 | Claudio Chiappucci                | Carrera Jeans-Tassoni              | 42    | -                                             |
| 1994 | Pascal Richard                    | GB-MG Maglificio                   | 78    | -                                             |
| 1995 | Mariano Piccoli                   | Brescialat                         | 75    | -                                             |
| 1996 | Mariano Piccoli                   | Brescialat                         | 69    | -                                             |
| 1997 | José Jaime González               | Kelme-Costa Blanca                 | 99    | -                                             |
| 1998 | Marco Pantani                     | Mercatone Uno                      | 89    | Classificació general                         |
| 1999 | José Jaime González               | Kelme-Costa Blanca                 | 61    | -                                             |
| 2000 | Francesco Casagrande              | Vini Caldirola-Sidermec            | 71    | -                                             |
| 2001 | Freddy González                   | Colombia-Selle Italia              | 73    | -                                             |
| 2002 | Julio Pérez Cuapio                | Ceramiche Panaria-Margres          | 69    | -                                             |
| 2003 | Freddy González                   | Colombia-Selle Italia              | 100   | Combativitat                                  |
| 2004 | Fabian Wegmann                    | Team Gerolsteiner                  | 56    | -                                             |
| 2005 | José Rujano                       | Colombia-Selle Italia              | 143   | Combativitat                                  |
| 2006 | Juan Manuel Gárate                | Quick Step-Innergetic              | 64    | -                                             |
| 2007 | Leonardo Piepoli                  | Saunier Duval-Prodir               | 79    | Combativitat                                  |
| 2008 | Emanuele Sella                    | CSF Group-Navigare                 | 136   | Combativitat                                  |
| 2009 | Stefano Garzelli                  | Acqua & Sapone-Caffè Mokambo       | 61    | Combativitat                                  |
| 2010 | Matthew Lloyd                     | Omega Pharma-Lotto                 | 56    | Combativitat                                  |
| 2011 | Stefano Garzelli                  | Acqua & Sapone                     | 67    | Combativitat                                  |
| 2012 | Matteo Rabottini                  | Farnese Vini-Neri Sottoli          | 84    | -                                             |
| 2013 | Stefano Pirazzi                   | Green Project-Bardiani CSF-Faizanè | 82    | -                                             |
| 2014 | Julián Arredondo (COL)            | Trek Factory Racing                | 173   | Combativitat                                  |
| 2015 | Giovanni Visconti (ITA)           | Movistar Team                      | 125   |                                               |
| 2016 | Mikel Nieve (ESP)                 | Team Sky                           | 152   |                                               |
| 2017 | Mikel Landa (ESP)                 | Team Sky                           | 224   | Combativitat                                  |
| 2018 | Christopher Froome (UK)           | Team Sky                           | 125   | Classificació general                         |
| 2019 | Giulio Ciccone (ITA)              | Trek-Segafredo                     | 267   |                                               |
| 2020 | Ruben Guerreiro (POR)             | EF Pro Cycling                     | 234   |                                               |
| 2021 | Geoffrey Bouchard (FRA)           | AG2R Citroën                       | 184   |                                               |
| 2022 | Koen Bouwman                      | Team Jumbo-Visma                   | 294   | -                                             |
| 2023 | Thibaut Pinot                     | Groupama-FDJ                       | 237   | -                                             |
| 2024 | Tadej Pogačar                     | UAE Team Emirates                  | 270   | Classificació general                         |
| 2025 | Lorenzo Fortunato                 | XDS Astana Team                    | 355   | -                                             |

### Palmarès per països
| # | País          | Victòries totals | Vencedors diferents | Darrera victòria                  |
| - | ------------- | ---------------- | ------------------- | --------------------------------- |
| 1 | Itàlia        | 39               | 23                  | Lorenzo Fortunato (2025)          |
| 2 | Espanya       | 17               | 13                  | Mikel Landa (2017)                |
| 3 | Bèlgica       | 6                | 5                   | Lucien Van Impe (1983)            |
| 3 | Colòmbia      | 6                | 4                   | Julián Arredondo (2014)           |
| 3 | França        | 6                | 5                   | Thibaut Pinot (2023)              |
| 6 | Suïssa        | 3                | 3                   | Pascal Richard (1994)             |
| 7 | Regne Unit    | 2                | 2                   | Christopher Froome (2018)         |
| 7 | Luxemburg     | 2                | 1                   | Charly Gaul (1959)                |
| 9 | Alemanya      | 1                | 1                   | Fabian Wegmann (2004)             |
| 9 | Austràlia     | 1                | 1                   | Matthew Lloyd (2010)              |
| 9 | Estats Units  | 1                | 1                   | Andrew Hampsten (1988)            |
| 9 | Mèxic         | 1                | 1                   | Julio Alberto Pérez Cuapio (2002) |
| 9 | Portugal      | 1                | 1                   | Ruben Guerreiro (2020)            |
| 9 | Eslovènia     | 1                | 1                   | Tadej Pogačar (2024)              |
| 9 | Veneçuela     | 1                | 1                   | José Rujano (2005)                |
| 9 | Països Baixos | 1                | 1                   | Koen Bouwman (2022)               |

### Ciclistes amb més victòries
| n | Nom | Nacionalitat                                                                            | Mallot verd |
| - | --- | --------------------------------------------------------------------------------------- | ----------- |
| 1 | Gino Bartali | Itàlia                                                                                  | 7           |
| 2 | José Manuel Fuente | Espanya                                                                                 | 4           |
| 3 | Fausto Coppi Franco Bitossi Claudio Bortolotto Claudio Chiappucci                                                                       | Itàlia · Itàlia · Itàlia · Itàlia                                                       | 3           |
| 4 | Raphael Geminiani Charly Gaul Vito Taccone Andrés Oliva Lucien van Impe Mariano Piccoli Chepe González Freddy González Stefano Garzelli | Itàlia · Luxemburg · Itàlia · Espanya · Bèlgica · Itàlia · Colòmbia · Colòmbia · Itàlia | 2           |